# Alderminster
Alderminster es una parroquia civil y un pueblo del distrito de Stratford-on-Avon, en el condado de Warwickshire (Inglaterra).

## Geografía
Según la Oficina Nacional de Estadística británica, Alderminster tiene una superficie de 13,04 km².

## Demografía
Según el censo de 2001, Alderminster tenía 452 habitantes (48,67% varones, 51,33% mujeres) y una densidad de población de 34,66 hab/km². El 16,59% eran menores de 16 años, el 75,88% tenían entre 16 y 74 y el 7,52% eran mayores de 74. La media de edad era de 43,49 años. Del total de habitantes con 16 o más años, el 17,24% estaban solteros, el 68,17% casados y el 14,59% divorciados o viudos.
El 95,8% de los habitantes eran originarios del Reino Unido. El resto de países europeos englobaban al 1,99% de la población, mientras que el 2,21% había nacido en cualquier otro lugar. Según su grupo étnico, todos los habitantes eran blancos. El cristianismo era profesado por el 81,6% y el judaísmo por el 0,89%, mientras que el 9,98% no eran religiosos y el 7,54% no marcaron ninguna opción en el censo.
252 habitantes eran económicamente activos, 243 de ellos (96,43%) empleados y 9 (3,57%) desempleados. Había 200 hogares con residentes, 21 vacíos y 3 eran alojamientos vacacionales o segundas residencias.